# キイロスズメ
キイロスズメ（学名：Theretra nessus） は、スズメガ科に属するガの一種である。宮城県では準絶滅危惧に指定されている。

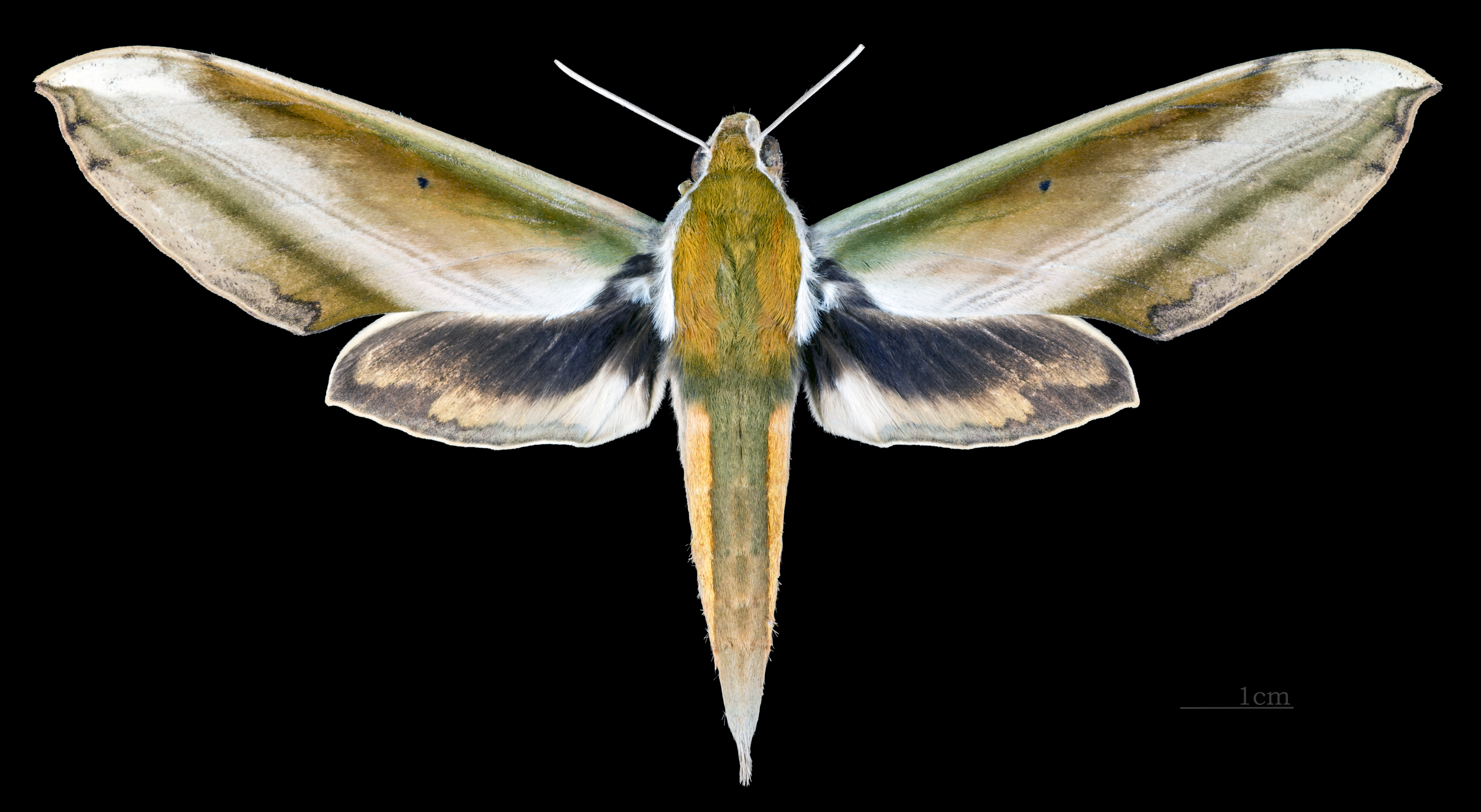
雄の背側
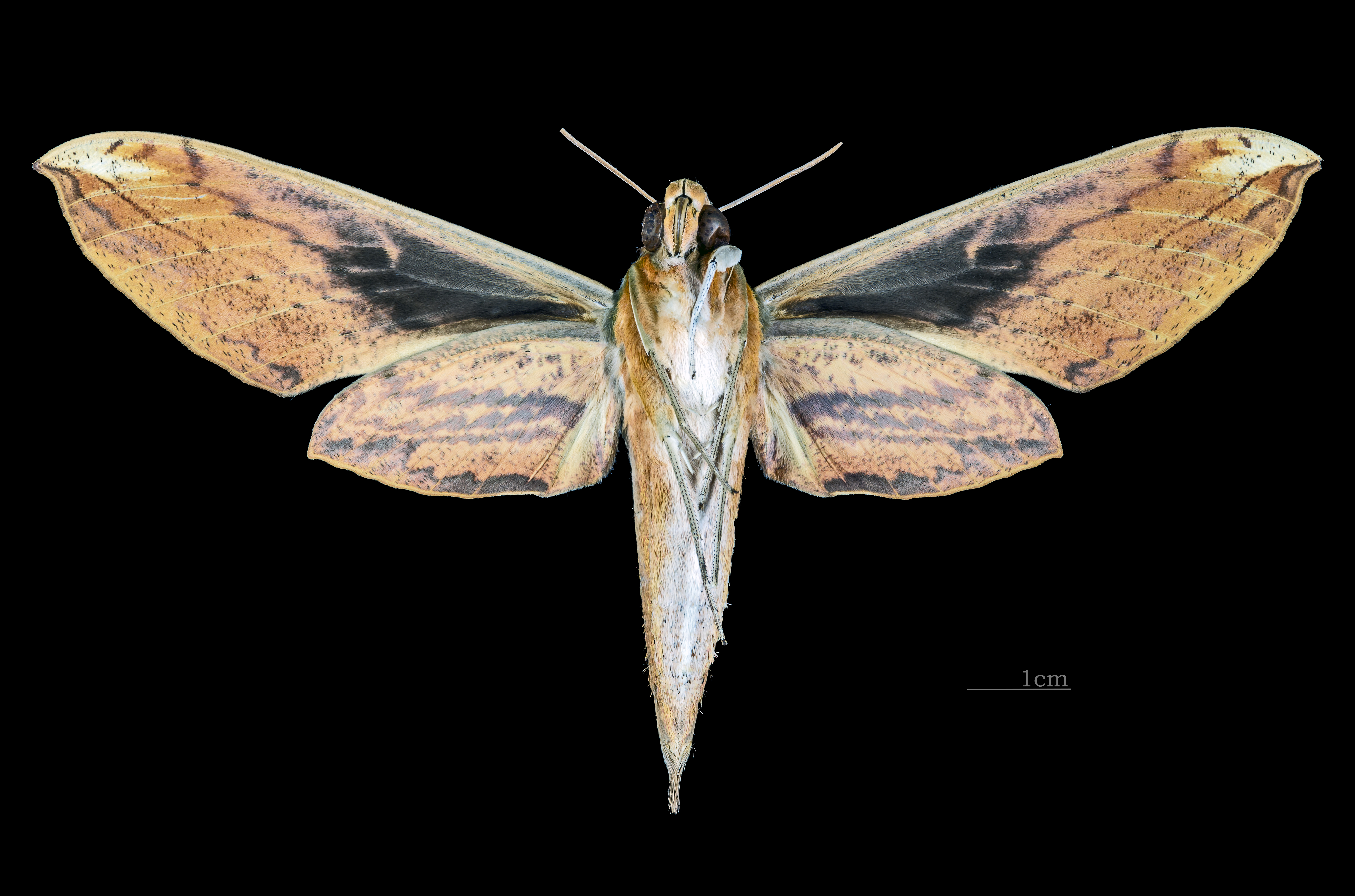
雄の腹側
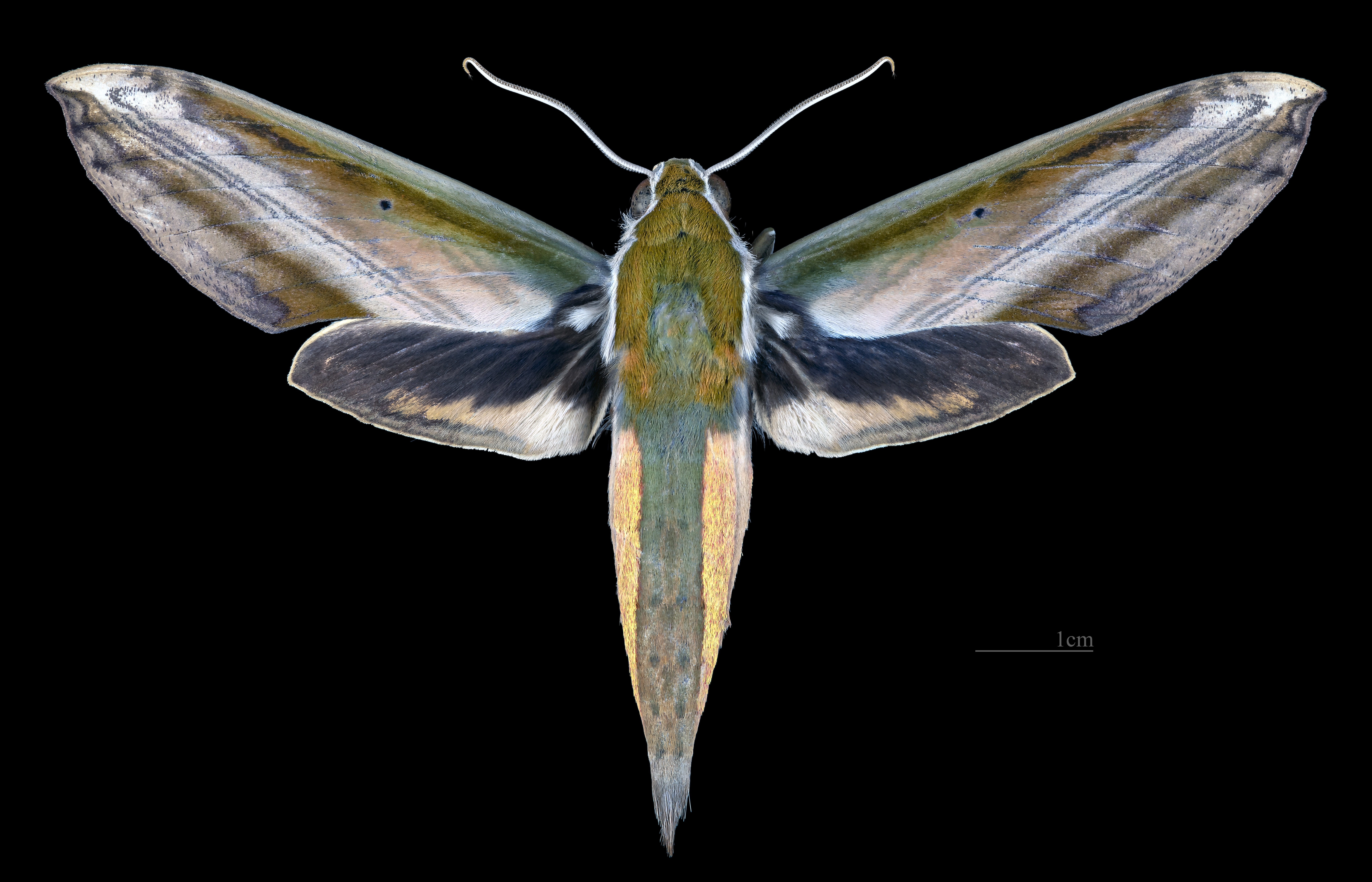
雄の背側
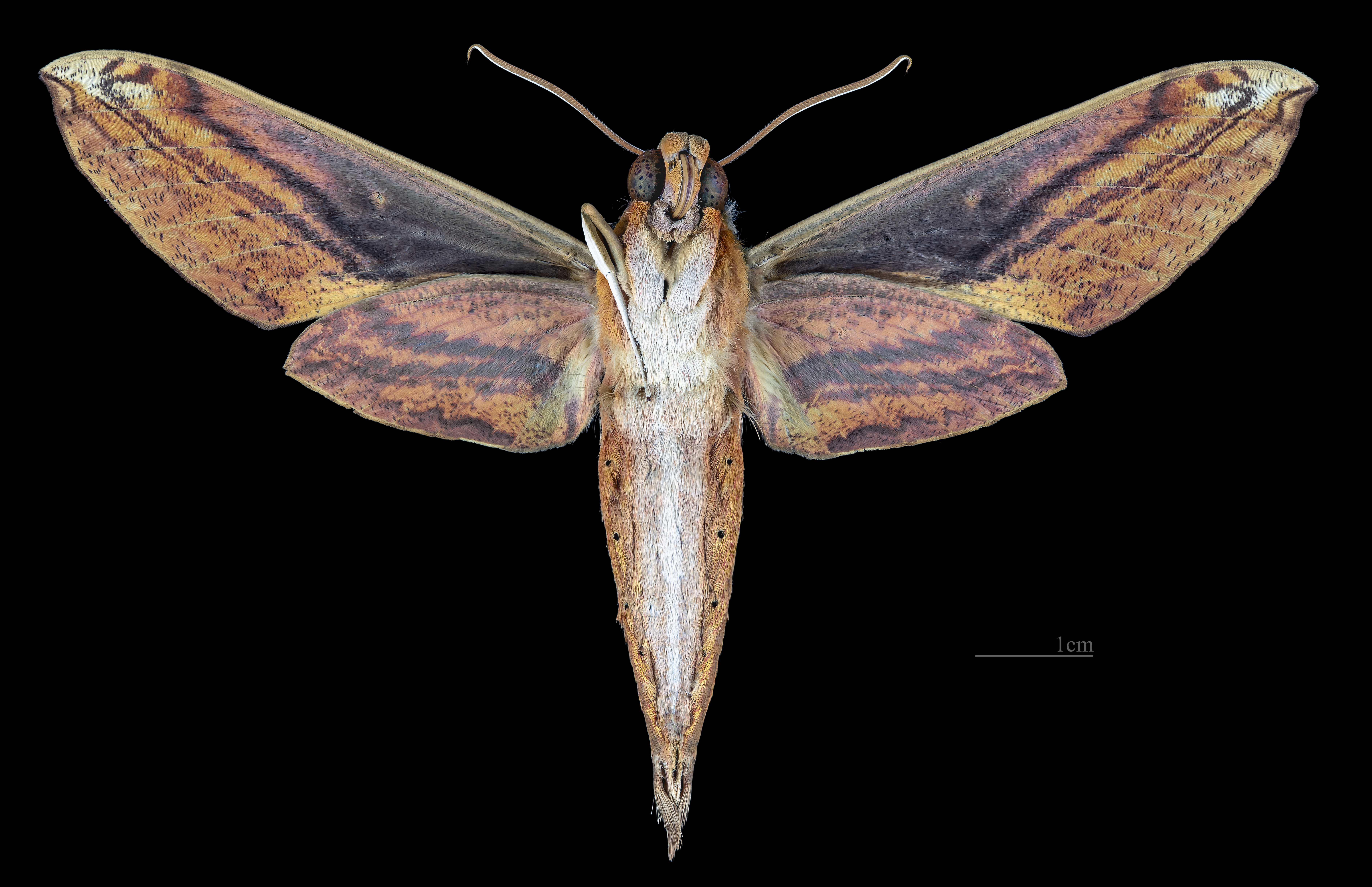
雄の腹側
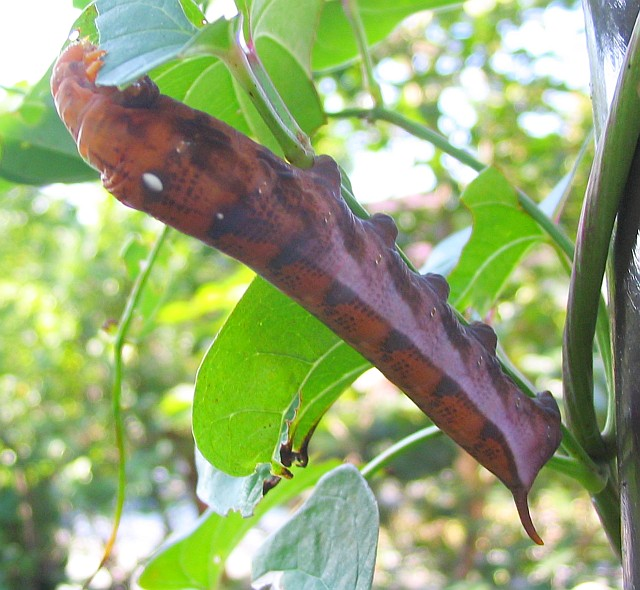
ヤマノイモの葉を食べる幼虫

## 形態
- 成虫の開張は50～120mm。前翅や腹部背面が緑色を帯びる個体が多い。前翅頂から後縁にかけて広がる不明瞭な淡色帯の中に、2本の細い黒条が走る。腹部の両側はオレンジ色[2]。
- 幼虫の体長は90～100mm。緑色型と、黄～褐色型の２型が知られる。第1腹節に淡黄色の眼状紋、第2腹節に小さい白紋が並ぶ。終齢幼虫の尾角は短く黄色[3]。

## 生態
- 成虫は5月から10月にかけて出現する[4]。
- 幼虫はヤマノイモ、ナガイモ、オニドコロなどのヤマノイモ科の葉を食べる[4]。

## 分布
国内では本州、四国、九州、沖縄、小笠原諸島に分布している。海外では朝鮮半島、中国、インド～オーストラリアに広く分布する。

## 近縁種
- コスズメ：成虫は腹部背面に、不明瞭な2本の黄白色の縦筋をもつ。
- セスジスズメ：成虫は腹部背面に、2本の明瞭な黄白色の縦筋をもつ。
- イッポンセスジスズメ：成虫は腹部背面に、1本の明瞭な黄白色の縦筋をもつ。